# Edykt Teodoryka
Edykt Teodoryka (łac. Edictum Theodorici regis) – zbiór praw wydany najprawdopodobniej przez Teodoryka Wielkiego około 508 dla ludności zamieszkującej królestwo Ostrogotów.
Edykt był podzielony na 155 artykułów. Wykazywał znaczne wpływy prawa rzymskiego, którego źródłami były m.in.: Kodeks Teodozjański, Codex Gregorianus i Hermogenianus oraz Sententiae Paulusa. Dzięki temu obowiązywał on zarówno ludność ostrogocką, jak i rzymską, co stanowiło zerwanie z powszechną we wczesnym średniowieczu zasadą osobowości prawa. W sprawach nieuregulowanych dopuszczał stosowanie ostrogockiego prawa zwyczajowego.
W prawie prywatnym obecne były zarówno instytucje charakterystyczne dla prawa rzymskiego, jak i dla prawa zwyczajowego Ostrogotów. Do tych pierwszych należy dziedziczenie testamentowe, natomiast do drugiej grupy zalicza się rozróżnienie między przenoszeniem własności ruchomości i nieruchomości. Darowanie ruchomości było możliwe bez żadnych formalności, podczas gdy przeniesienie własności nieruchomości wymagało dokumentu z podpisami świadków.
Wpływy prawa rzymskiego wyraźnie dominowały w prawie karnym. Edykt nie wspominał o odpowiedzialności zbiorowej i wróżdzie, które należały do instytucji powszechnych w germańskim prawie zwyczajowym. Odpowiedzialność karna była zróżnicowana stanowo – surowszym karom niż przedstawiciele innych stanów podlegali niewolnicy i koloni, a zamożne osoby ze stanu wolnego zamiast kary chłosty podlegały karze pieniężnej.
Prawo procesowe było – podobnie jak prawo karne – silnie zromanizowane. Jedną z nielicznych instytucji przejętych z prawa zwyczajowego Ostrogotów była przysięga oczyszczająca.
Autorstwo edyktu jest przedmiotem sporu wśród historyków. Pierre Pithou, który w 1579 jako pierwszy wydał tekst edyktu, przypisał go Teodorykowi Wielkiemu. Pogląd ten dominował w historiografii aż do lat 50. XX w., gdy część historyków zaczęła wskazywać, że edykt mógł powstać w państwie tolozańskim Wizygotów za panowania Teodoryka II. Sugerowano również, iż był on przeznaczony wyłącznie dla ludności rzymskiej.